# 羅素·納爾遜
羅素·馬里安·納爾遜（英語：Russell Marion Nelson，1924年9月9日—），為第17任與現任的耶穌基督後期聖徒教會總會會長，也是一位退休外科醫師。羅素·納爾遜曾任耶穌基督後期聖徒教會十二使徒定額組成員34年，並在2015至2018年間擔任十二使徒定額組會長。
羅素·納爾遜出生於美國猶他州鹽湖城，在猶他大學獲得學士與醫學士學位，並於明尼蘇達大學獲得博士學位。他曾於明尼蘇達大學參與人工心肺機的研發團隊，並於1951年使用人工心肺機協助進行了第一起的人類開心手術。從韓戰中的陸軍醫療兵團退伍後，羅素·納爾遜回到鹽湖城並在猶他大學醫學院獲得教職。羅素·納爾遜在胸腔外科學領域工作長達29年，曾任美國血管外科學會理事長與猶他州立醫學協會理事長。
羅素·納爾遜在耶穌基督後期聖徒教會中擔任過多項領袖職務，包括鹽湖城當地的支聯會會長等，並在1971至1979年間擔任總會主日學會長。1984年，羅素·納爾遜與法官達林·鄔克司一同受召喚成為十二使徒定額組成員。